# Nuraghe Santu Filighe
Il  Nuraghe Santu Filighe sorge su un piccolo rilievo collinare, in territorio di Siligo, a breve distanza dalla SS131 non lontano dalla strada provinciale che collega Siligo con Ardara.

## Descrizione
Si tratta di un nuraghe complesso ma, a causa dello stato di rovina della struttura, al momento, è difficile valutarne lo sviluppo planimetrico. Inoltre le strutture sono invase da superfettazioni. Attualmente è visibile una torre pianta circolare (dia. alla base m. 13,30) ed un tratto di muratura relativa al bastione. 
La struttura muraria è realizzata in opera poligonale con conci irregolari di basalto di grandi dimensioni. Il paramento murario raggiunge l'altezza massima di m. 2,55 su quattro filari di pietre a sud est e a nord m. 2,40; mentre l'altezza minima si rileva ad ovest (m. 1,30) e a est (1,23). Dall'alto del monumento si nota la camera centrale a pianta vagamente ellittica dal dia. di m. 4,50 lungo l'asse NS e di 4,00 lungo quello OE.
Lungo il versante meridionale si trova un bastione a pianta rettangolare che, presumibilmente, inglobava la torre centrale.